# Gunung Gede
Gunung Gede är ett berg i Indonesien.   Det ligger i provinsen Jawa Barat, i den västra delen av landet, 70 km söder om huvudstaden Jakarta. Toppen på Gunung Gede är 2 958 meter över havet, eller 416 meter över den omgivande terrängen. Bredden vid basen är 3,7 km.
Terrängen runt Gunung Gede är bergig åt sydväst, men åt nordost är den kuperad.Runt Gunung Gede är det mycket tätbefolkat, med 1 095 invånare per kvadratkilometer. Närmaste större samhälle är Sukabumi, 15,6 km söder om Gunung Gede. I omgivningarna runt Gunung Gede växer i huvudsak städsegrön lövskog.